# Turenki
Turenki är ett stationssamhälle vid järnvägen mellan Helsingfors och Tammerfors med cirka 7 700 invånare. Turenki är huvudort i Janakkala kommun i Egentliga Tavastland. Orten har vuxit upp kring ett sockerbruk. Här finns också en glassfabrik, en fabrik för ultrapastöriserade mjölkprodukter och slalomcentret Kalpalinna.

## Namnet
Tätorten heter officiellt Turenki på både svenska och finska.

## Befolkningsutveckling
| Befolkningsutvecklingen i Turenki 1960–2014 | Befolkningsutvecklingen i Turenki 1960–2014 | Befolkningsutvecklingen i Turenki 1960–2014 | Befolkningsutvecklingen i Turenki 1960–2014 | Befolkningsutvecklingen i Turenki 1960–2014 |
| ------------------------------------------- | ------------------------------------------- | ------------------------------------------- | ------------------------------------------- | ------------------------------------------- |
|                                             |                                             |                                             |                                             |                                             |
| År                                          |                                             |                                             | Folkmängd                                   | Landareal (km²)                             |
| 1960                                        | 1960                                        |                                             | 2 599                                       | 5,15                                        |
| 1970                                        | 1970                                        |                                             | 4 248                                       | 7,90                                        |
| 1980                                        | 1980                                        |                                             | 6 026                                       | 10,8                                        |
| 1990                                        | 1990                                        |                                             | 6 818                                       | 12,68                                       |
| 1995                                        | 1995                                        |                                             | 7 041                                       | 13,17                                       |
| 2000                                        | 2000                                        |                                             | 7 171                                       | 13,74                                       |
| 2005                                        | 2005                                        |                                             | 7 501                                       | 13,8                                        |
| 2010                                        | 2010                                        |                                             | 7 725                                       | 13,76                                       |
| 2011                                        | 2011                                        |                                             | 7 787                                       | 14,02                                       |
| 2012                                        | 2012                                        |                                             | 7 804                                       | 13,72                                       |
| 2013                                        | 2013                                        |                                             | 7 735                                       | 13,72                                       |
| 2014                                        | 2014                                        |                                             | 7 638                                       | 13,72                                       |